# Campionat d'Espanya d'enduro 2015
La temporada de 2015 del Campionat d'Espanya d'enduro fou la 36a edició d'aquest campionat, organitzat per la Reial Federació Motociclista Espanyola. El calendari oficial constava de 10 proves puntuables. 3 de les proves programades es disputaren als Països Catalans: l'enduro de Vinaròs i els Dos Dies d'Igualada.

## Classificació final

### Scratch
| Posició | Pilot              | Motocicleta | Punts |
| ------- | ------------------ | ----------- | ----- |
| 1       | Jaume Betriu       | Husqvarna   | 223   |
| 2       | Jonathan Barragán  | Gas Gas     | 196   |
| 3       | Oriol Mena         | Beta Trueba | 169   |
| 4       | Lorenzo Santolino  | Sherco      | 167   |
| 5       | Víctor Guerrero    | KTM         | 152   |
| 6       | Diogo Ventura      | Gas Gas     | 140   |
| 7       | Kirian Mirabet     | KTM         | 126   |
| 8       | Cristóbal Guerrero | Yamaha      | 116   |
| 9       | Josep Garcia       | Husqvarna   | 108   |
| 10      | Ivan Cervantes     | KTM         | 106   |

### Enduro 1
| Posició | Pilot              | Motocicleta | Punts |
| ------- | ------------------ | ----------- | ----- |
| 1       | Lorenzo Santolino  | Sherco      | 209   |
| 2       | Kirian Mirabet     | KTM         | 182   |
| 3       | Gerard Esteve      | KTM         | 158   |
| 4       | Josep Garcia       | Husqvarna   | 149   |
| 5       | Cristóbal Guerrero | Yamaha      | 144   |
| 6       | Marc Solà          | Yamaha      | 34    |
| 7       | Nil Bussot         | Husqvarna   | 31    |

### Enduro 2
| Posició | Pilot            | Motocicleta | Punts |
| ------- | ---------------- | ----------- | ----- |
| 1       | Jaume Betriu     | Husqvarna   | 242   |
| 2       | Víctor Guerrero  | KTM         | 202   |
| 3       | Oriol Mena       | Beta Trueba | 198   |
| 4       | Diogo Ventura    | Gas Gas     | 190   |
| 5       | Gerard Salavedra | KTM         | 149   |
| 6       | Guillem Parés    | Beta Trueba | 105   |
| 7       | Armand Monleón   | KTM         | 48    |
| 8       | Eloi Salsench    | Gas Gas     | 48    |
| 9       | Rubén Beneyto    | KTM         | 32    |
| 10      | José María Juan  | Sherco      | 27    |

### Enduro 3
| Posició | Pilot                 | Motocicleta | Punts |
| ------- | --------------------- | ----------- | ----- |
| 1       | Jonathan Barragán     | Gas Gas     | 244   |
| 2       | Ivan Cervantes        | KTM         | 180   |
| 3       | Òscar Geebelen        | KTM         | 171   |
| 4       | José Manuel Morillo   | Beta Trueba | 170   |
| 5       | Juan Pérez            | Husqvarna   | 132   |
| 6       | Marc Solà             | Gas Gas     | 118   |
| 7       | Carlos Fabio Martínez | Sherco      | 102   |
| 8       | Jaume Abella          | Sherco      | 55    |
| 9       | Jaume Abella          | Gas Gas     | 12    |

## Categories inferiors
| Categoria              | Campió             | Motocicleta | Punts |
| ---------------------- | ------------------ | ----------- | ----- |
| Júnior Open            | Ramon Quer         | Beta Trueba | 220   |
| Trofeu Júnior 125cc 2T | Sergi Casany       | Gas Gas     | 225   |
| Trofeu Enduro Júnior   | Bernat Cortés      | KTM         | 229   |
| Sènior B 2T            | Isaac Pons         | Husqvarna   | 224   |
| Sènior B 4T            | Adrià Costa        | ?           | 214   |
| Sènior C 2T            | David Gómez        | Husqvarna   | 239   |
| Sènior C 4T            | Jorge David Moreno | ?           | 197   |
| Màster                 | Vicente Soldevilla | KTM         | 231   |
| Femení                 | Humi Palau         | ?           | 200   |

## Classificació per marques

### Enduro 1
| Posició | Marca     | Punts |
| ------- | --------- | ----- |
| 1       | Sherco    | 209   |
| 2       | KTM       | 182   |
| 3       | Husqvarna | 149   |
| 4       | Yamaha    | 144   |

- Club guanyador: MC Polea SX

### Enduro 2
| Posició | Marca       | Punts |
| ------- | ----------- | ----- |
| 1       | Husqvarna   | 242   |
| 2       | Beta Trueba | 216   |
| 3       | KTM         | 202   |
| 4       | Gas Gas     | 190   |
| 5       | Sherco      | 32    |

- Club guanyador: MC Segre

### Enduro 3
| Posició | Marca       | Punts |
| ------- | ----------- | ----- |
| 1       | Gas Gas     | 244   |
| 2       | KTM         | 224   |
| 3       | Beta Trueba | 188   |
| 4       | Husqvarna   | 140   |
| 5       | Sherco      | 130   |

- Club guanyador: - Desert -

### Enduro Júnior Open
| Posició | Marca       | Punts |
| ------- | ----------- | ----- |
| 1       | Beta Trueba | 225   |
| 2       | Husqvarna   | 180   |
| 3       | KTM         | 177   |
| 4       | Sherco      | 175   |
| 5       | Gas Gas     | 104   |
| 6       | Yamaha      | 67    |

- Club guanyador: MC Segre